# Höhne
Höhne oder Hoehne ist ein deutscher Familienname.

## Namensträger
- Adalbert Höhne (1928–1976), deutscher Gewerkschafter und Politiker (SPD), MdHB
- Alwin Höhne (1878–1940), deutscher Architekt und Baumeister
- André Höhne (* 1978), deutscher Leichtathlet
- Andrea Höhne, deutsche Schauspielerin
- Anton Höhne (Baumeister) (1744–1795), böhmischer Baumeister, Architekt und Unternehmer
- Anton Höhne (Radsportler) (* 2000), deutscher Radsportler
- Benjamin Höhne (* 1978), deutscher Politikwissenschaftler
- Björn Höhne (* 1991), deutscher Volleyballspieler
- Bruno Höhne (1908–1959), deutscher Jurist
- Christoph Höhne (* 1941), deutscher Leichtathlet
- Eitel Oskar Höhne (1922–1998), deutscher Politiker (SPD)
- Erich Höhne (1912–1999), deutscher Fotograf
- Ernst Höhne, deutscher Autor
- Evelyne Höhne (* 1950), deutsche Basketballspielerin
- Florian Höhne (* 1980), deutscher evangelischer Theologe
- Franz Höhne (Fußballspieler), deutscher Fußballspieler
- Franz Höhne (Maler) (1892–1980), deutscher Maler
- Franz Höhne (Politiker) (1904–1980), deutscher Politiker (SPD)
- Frederico Carlos Hoehne (1882–1959), brasilianischer Botaniker
- Friedrich Wilhelm Höhne (* 1896), deutscher Politiker (DVP)
- Gerd Höhne (Diplomat) (1929–2019), deutscher Diplomat
- Gerd Höhne (Basketballspieler), deutscher Basketballspieler
- Gisela Höhne (* 1949), deutsche Theaterregisseurin
- Günter Höhne (Ingenieur) (* 1940), deutscher Maschinenbauingenieur und Hochschullehrer
- Günter Höhne (Journalist) (* 1943), deutscher Journalist und Design-Sammler
- Gustav Höhne (1893–1951), deutscher General der Infanterie
- Hans Höhne (* 1921), deutscher Fußballspieler
- Hansjoachim Höhne († 1999), deutscher Journalist und Kommunikationswissenschaftler
- Heinz Höhne (1926–2010), deutscher Journalist und Sachbuchautor
- Heinz Höhne (Komponist) (1892–1968), deutscher Apotheker und Komponist
- Helen Hoehne, deutsch-amerikanische Journalistin
- Holger Höhne (* 1970), deutscher Curler
- Jacob Höhne (* 1979), deutscher Musiker und Intendant
- Johann Höhne (1802–1886), deutsch-österreichischer Baumeister und Architekt
- Johannes Höhne (1910–1978), deutscher Geistlicher, Titularbischof von Urima
- Juliane Höhne (* 1983), deutsche Basketballspielerin
- Jürgen Höhne (1936–2015), deutscher Schauspieler
- Jutta Höhne (* 1951), deutsche Fechterin
- Karl Heinz Höhne (* 1937), deutscher Informatiker
- Klaus Höhne (1927–2006), deutscher Schauspieler
- Knut Höhne (* 1949), deutscher Fechter
- Lothar Höhne (Radsportler) (* 1938), deutscher Radsportler
- Lothar Höhne (Fußballspieler) (* 1952), deutscher Fußballspieler
- Maike Mia Höhne (* 1971), deutsche Filmproduzentin
- Niklas Höhne (* 1970), deutscher Klimatologe und Hochschullehrer
- Otto Höhne (Autor), deutscher Autor
- Otto Höhne (Generalmajor) (1895–1969), deutscher Generalmajor
- Otto Höhne (Sportfunktionär) (1926–2024), deutscher Sportfunktionär
- Ottomar Hoehne (1871–1932), deutscher Mediziner und Hochschullehrer
- Peter Höhne (* 1951), deutscher Handballspieler und -trainer
- Philipp Höhne (* 1986), deutscher Sportökonom
- Rolf Höhne (1908–1947), deutscher Geologe und Prähistoriker
- Roland A. Höhne (1936–2022), deutscher Politikwissenschaftler und Historiker
- Steffen Höhne (* 1958), deutscher Kulturwissenschaftler, Germanist, Politikwissenschaftler, Historiker und Hochschullehrer
- Stephan Höhne (* 1961), deutscher Architekt
- Thomas Höhne (Erziehungswissenschaftler)  (* 1962), deutscher Erziehungswissenschaftler
- Thomas Höhne (Schauspieler) (* 1964), deutscher Schauspieler und Regisseur
- Verena Hoehne (1945–2012), Schweizer Kulturjournalistin und Autorin
- Walter Höhne (1894–1972), deutscher Widerstandskämpfer
- Will Höhne (1909–1993), deutscher Schlagersänger
- Wolfgang Höhne (* 1948), deutscher Biochemiker und Hochschullehrer